# Squire Jeremiah
Pour les articles homonymes, voir Jeremiah.
Squire Jeremiah est un homme politique nauruan.
En 2012, il est le président de l'organisation non gouvernementale Emendena Eimwi, « récemment établie » pour générer une plus grande conscience publique des problèmes de corruption dans le pays, et faire campagne auprès du gouvernement pour la mise en place de mesures anti-corruption plus efficaces. Dans cette visée, il se lance en politique, et est élu député de la circonscription de Meneng lors des élections législatives du 8 juin 2013. Un autre membre d'Emendena Eimwi, Doneke Kepae, est également candidat, mais n'est pas élu. Il n'y a pas de partis politiques à Nauru ; Jeremiah siège donc sans étiquette.
Durant la législature 2013-2016, il siège sur les bancs de l'opposition au gouvernement du président Baron Waqa. En juin 2016, il s'oppose à l'adoption d'une réforme du code pénal qui dépénalise les relations homosexuelles. Il accuse le gouvernement d'avoir agi sans concertation avec le peuple, et estime que l'homosexualité devrait rester illégale. Il perd son siège de député lors des élections législatives de juillet 2016.
Il est arrêté avec dix-huit autres personnes, dont Sprent Dabwido et Mathew Batsiua, à la suite de manifestations pour la démocratie et contre les abus de pouvoir du gouvernement de Baron Waqa en 2015. Le 13 septembre 2018, le juge Geoffrey Muecke met un terme à leur procès, expliquant que le gouvernement de Baron Waqa a rendu impossible la tenue d'un procès équitable, le ministre de la Justice David Adeang ayant tenté d'empêcher les accusés d'avoir accès à un avocat, et ayant déclaré ouvertement que le gouvernement ferait le nécessaire pour qu'ils soient emprisonnés. Le juge note également que le gouvernement a fait pression sur les entreprises du pays pour que le accusés, les « Dix-Neuf de Nauru », ne puissent pas trouver d'emploi. Geoffrey Muecke accuse David Adeang de s'être livré à « un affront honteux à l'État de droit ».
Squire Jeremiah se présente à nouveau sans succès aux élections législatives d'août 2019. En septembre, il fuit le pays vers l'Australie avec son cousin Rutherford Jeremiah, juste avant l'entrée en vigueur d'une interdiction de sortie du territoire imposée par le gouvernement contre les « Dix-Neuf ». Ayant limogé le juge Muecke, le gouvernement a en effet fait appel de l'arrêt du procès, auprès d'une nouvelle Cour d'appel créée pour l'occasion. La Cour d'appel a cassé la décision de Geoffrey Muecke et renvoyé l'affaire à la Cour suprême. Désormais présidée par le juge fidjien Daniel Fatiaki, celle-ci ré-initie le procès le 8 novembre 2019. Le 10 novembre, Squire et Rutherford Jeremiah demandent à l'Australie l'asile politique,.